# Тавричанин
«Тавричанин» — громадська, економічна, літературна та політична газета, що виходила у Сімферополі з кінця 1905 року до початку І світової війни у 1914 році. Часопис видавався накладом до 500 примірників. Засновник і видавець-редактор — Данило Коломійцев.

## Історія
На початку 1908 року Данило Коломійцев звернувся до редакції київської газети «Рада» з інформаційним запитом щодо наявних підручників з української мови; у відповідь він отримав пораду ознайомитися з працями Б. Грінченка, Норця (Т. Лубенця), Г. Неводовського, Г. Шерстюка, А. Кримського, П. Залозного та Є. Тимченка. Восени того ж року в «Раді» періодично друкувався анонс передплати на «улюблене в Криму» видання «Тавричанин», що позиціонувалося як «позапартійна прогресивна газета», яка «після низки відомих викриттів стала дуже популярною».
Орієнтовно у 1-й половині 1909 року в газеті «Тавричанин» з'явився український відділ. На початку він мав назву «Малороссамъ» і друкувався «ярижкою», неактуальною з 1905 року. На початку літа 1909 року в «Раді» було опубліковано нотатку з докорами на адресу редакції «Тавричанина» через образливу назву українського відділу та публікацію в ньому матеріалу, який «для кримських українців не має великої серйозності». З 1911 р. український відділ «Тавричанина» виходив під назвою «Українцям» і друкувався фонетичним правописом.
7 березня (тут і далі дати подано за старим стилем) 1909 року виконувач обов'язків прокурора Сімферопольського окружного суду виніс висновок, пізніше затверджений Одеською судовою палатою, про скасування арешту № 146 «Тавричанина» за 19 лютого, в якому було опубліковано статтю про 40-літній ювілей галицької «Просвіти», та про відсутність підстав для кримінального переслідування редактора Данила Коломійцева. У статті «Сороколетие галицкой „Просвиты“», ймовірно, передрукованій з іншого видання, наголошувалося, що «Просвіта» в Галичині була «першою спільнотою, яка серед москвофільської мертвоти піднесла знамено української національної ідеї» та «вогнищем, звідки з'явилися перші промені світла та перші апостоли, які звернулися до народу з проповіддю його рідною мовою».
Наприкінці літа 1910 року Данило Коломійцев виступив у «Тавричанині» з викриттям службової невідповідності таврійського віце-губернатора Павла Масальского-Кошуро. Коломійцев надрукував окремим накладом записку до голови Ради міністрів Російської імперії Петра Столипіна про «беззаконні» дії Масальского-Кошуро та подав дозволену законом кількість її примірників до Петербурзького комітету в справах друку, після чого розіслав текст різним особам. У вересні 1910 року старший радник Таврійського губернського правління наклав на «Записку» арешт, внаслідок чого подальше її поширення було зупинене через «крайнє нахабство та брехливість змісту», а проти Коломійцева було порушено кримінальну справу за «повідомлення брехливих свідчень про діяльність посадової особи». Видавець оскаржив дії радника і разом з тим звернувся до прокурора Сімферопольського окружного суду з відповідним клопотанням.
У № 307 «Тавричанина» за 27 вересня 1910 року Данило Коломійцев опублікував статтю «Труд г. Михаила Лободовского», присвячену книжці «Переглядъ поемы „Марія“ Т. Г. Шевченка, напечатаної у Кобзарі 1907 року і та ж такы поема по четвертому чыємось рукопысу. Робота Мыхайла Лободовського». Це видання містило як оригінальний текст зазначеного твору Шевченка, так і його «виправлену й поновлену» версію, яку, на думку впорядника, потрібно було «вважати за настояще викончену роботу Шевченкову» і подавати у подальших виданнях творів поета. При цьому Лободовський категорично відмовлявся назвати ім'я «редактора», який усунув з оригінального тексту поеми «безбожницькі» фрагменти — проте навіть поверхневе порівняння стилю письма Лободовського і «виправленого» тексту поеми «Марія» дають підстави стверджувати, що цим «редактором» був він сам. У № 313 і 314 «Тавричанина» було надруковано статтю Лободовського «Одповідь моїм суперечникам» (оригінальний заголовок — «Отповідь мойім суперечныкам»; у деяких джерелах подається як «Одповідь моїм землякам»), у якій автор полемізував із представниками громадськості, що негативно відреагували на його «перегляд» поеми Шевченка. 18 жовтня 1910 року таврійський віце-губернатор Павло Масальський-Кошуро подав до Головного управління у справах друку клопотання про арешт № 313 «Тавричанина» зі статтею М. Лободовського та повідомив про порушення кримінального провадження проти Д. Коломійцева за статтею про богохульство. Цим же днем датований таємний лист єпископа Таврійського і Сімферопольського Алєксія (Молчанова) до обер-прокурора святійшого синоду Сергія Лук'янова з клопотанням про довічну заборону на вихід «Тавричанина» через публікацію «вкрай блюзнірської статті про Божу Матір»; при цьому архієрей звинуватив видання у тому, що воно «живе виключно пасквілями», і додав, що його існування «навряд чи є корисним для духовного життя суспільства».
Приблизно в той же час Коломійцев отримав від таврійського губернатора Василя Новицького розпорядження під загрозою закриття видання припинити друкування у «Тавричанині» статей українською мовою, що не входили до програми газети, або отримати окремий дозвіл на їхню публікацію; у відповідь заявив, що виконувати цей наказ не збирається, і не дав поліції відповідної підписки.
20 жовтня 1910 року голова кримського осередку радикальної організації «Союз русского народа» Оболєнскій звернувся до російського прем'єр-міністра Столипіна телеграмою, в якій поскаржився на «вкрай блюзнірську статтю» Лободовського і від імені «жахливо обуреного християнського населення Сімферополя» наполіг на необхідності закриття «шкідливої» газети заради «уникнення великих заворушень»; копію телеграми було надіслано до Головного управління у справах друку. Наступного дня Д. Коломійцев у № 314 «Тавричанина», крім закінчення статті М. Лободовського, оприлюднив публікацію на свій захист під заголовком «Прискорбное недоразумение» і звернувся до начальника Головного управління у справах друку та голови Ради міністрів з листами, в яких доводив, що стаття Лободовського є «релігійною», додавши примірники № 313 і 314 газети. При цьому Коломійцев підтримував ідею Лободовського про те, що його «перегляд» поеми Шевченка «більше відповідає євангельським оповіданням про Пресвяту Діву Марію», ніж оригінальний твір. На додачу він вдався до спроби інтерпретації скандалу довкола статті Лободовського як тиску на українське друковане слово і опублікував у № 317 «Тавричанина» матеріал «Об отмене стеснений малорусского печатного слова», у якому вказав, пославшись на однойменну брошуру Академії наук Російської імперії та закони про пресу 1905—1906 рр., що «малоруське населення повинне мати таке ж право, як і великоруське, говорити публічно і друкуватися рідною мовою». Наприкінці 1910 року Коломійцев отримав з Головного управління у справах друку повідомлення про те, що вихід частини статей українською мовою у «Тавричанині» він повинен погодити з таврійським губернатором.
У числі «Тавричанина» за 24 лютого 1911 року Данило Коломійцев подав російською мовою статтю, присвячену 50-м роковинам смерті Шевченка, в якій заявив, що не вбачає підстав у «поході» реакціонерів проти національного поета, чий «Кобзар» він назвав «скарбницею краси людського духу». Далі у відділі «Українцям» було подано реферативний життєпис Шевченка, наприкінці якого містився заклик долучитися до збору коштів Полтавською губернською земською управою по всій Російській імперії на спорудження пам'ятника Шевченкові, який мав постати в Києві у 1914 р., до столітнього ювілею народження поета. Також на останній шпальті числа було розміщено рекламу трьох варіантів повного видання «Кобзаря», зробленого у 1907—1909 рр. «Благотворительным общественным изданием общеполезных и дешёвых книг» та «обществом имени Т. Г. Шевченка», яке можна було замовити в «Українській книгарні» Києва та інших книгарнях, з приміткою: «Чистий прибуток призначається у фонд на пам'ятник Т. Шевченкові в Києві».
Навесні 1913 року виданням «Тавричанин» зацікавилося Наукове Товариство ім. Шевченка у Львові, яке поставило мету «згромадити в своїй бібліотеці все, що виходить друкованого нашою мовою, щоб зробити її таким чином всеукраїнським національним книгозбором». Зокрема, примірники сімферопольської газети та деяких інших часописів були потрібні бібліотеці Товариства для завершення української бібліографії за 1911 рік; при цьому розшукувалися числа, видані до 1911 року та в 1912 році.
В середині 1913 року Данило Коломійцев видав у Москві два 4-сторінкових числа газети «Русь» із підзаголовком «Колишній „Тавричанин“», яка відповідно продовжила нумерацію сімферопольського видання (№ 814 і 815) і мала виходити 1-2 рази на тиждень.

## Концепція та періодизація
Загалом за період свого існування газета «Тавричанин» пережила декілька змін концепції та періодизації. Так, від початку свого виходу у грудні 1905 року приблизно до весни 1910 року вона видавалася як «щоденна громадська, економічна, літературна та політична газета», проте до весни 1911 року «Тавричанин» виходив 1-2 рази на тиждень, і лише з № 361 розпочався щоденний випуск. З № 284 (орієнтовно з весни 1910 року «Тавричанин» видавався як «прогресивна газета», з № 355 (зима 1911 року) — без підзаголовка; передостанні № 855—857 вийшли з підзаголовком «Вечірня щоденна газета». Обсяг видання становив від 4 до 6 сторінок.
З 21 листопада по 25 грудня 1905 року вийшло 10 чисел газети (№ 1–10), у 1906 р. 36 чисел (№ 11–47) були видані з 1 січня по 19 лютого. У 1905—1906 рр. редактором «Тавричанина» вказувалася М. М. Коломійцева (дружина Данила Коломійцева Меланія Михайлівна). Вихід видання продовжився 21 січня 1907 року; за цей рік вийшли лише 20 чисел (№ 48–68). У 1908 році було видано 64 числа (№ 69–133), у 1909 році — 101 (№ 134—235), у 1910 році — 97 (№ 236—333). У 1911 і 1912 роках динаміка виходу «Тавричанина», який у цей час став дійсно щоденним часописом, різко зросла — 242 (№ 334—576) і 236 (№ 577—813) чисел відповідно.
Після кількамісячної паузи вихід газети відновився у Сімферополі в серпні 1913 року; до кінця року було надруковано 32 числа.
У січні–вересні 1914 року вийшли лише 10 чисел «Тавричанина»; останній № 859 датовано 25 серпня 1914 року, за кілька тижнів після початку І світової війни. У цей час редакторами видання вказуються М. М. Коломійцева та Д. В. Коломійцев.
За наявними даними, вихід газети «Тавричанин» відновився (найвірогідніше, у Санкт-Петербурзі) у 1917 році як «республіканського журналу-газети» під назвою «Гражданин России». У грудні 1917 року вийшло єдине число цього видання; при цьому в окремих працях воно атрибутується як таке, що виходило з кінця 1905 року до початку осені 1914 року під назвами «Тавричанин» і «Русь».